# Lucrezia (Veronese)
Lucrezia è un dipinto di Paolo Veronese tra il 1580 e il 1585 circa.
Il dipinto raffigura Lucrezia nell'atto di trafiggersi il petto con un pugnale, dopo essere stata costretta a cedere alle richieste del figlio di Tarquinio il Superbo.
Soggetto tipico di molte opere dipinte da artisti, come Tiziano, Rembrandt e Raffaello Sanzio, nel dipinto del Veronese quello che colpisce è la cura dei particolari, dal drappeggio che ammanta la figura ai gioielli che adornano la donna.